# Erazm Kulesza
Erazm Kulesza (ur. 17 maja 1894 w Żarnowcu, zm. 12 sierpnia 1975 w Warszawie) – polski dziennikarz, inżynier i działacz związków zawodowych, przewodniczący Stronnictwa Demokratycznego (1944–1945). 

## Życiorys
Uczęszczał do szkoły powszechnej w Słomnikach oraz gimnazjum, w którym złożył maturę w 1913. W 1916 złożył dokumenty na Wydział Architektury Politechniki Warszawskiej (ukończył w 1945). W 1911 przystąpił do Związku Młodzieży Niepodległościowej „Zarzewie”. Na krótko przed wybuchem I wojny światowej związał się z dziennikiem „Życie Lubelskie”. 
W czasie wojny służył w Polskiej Organizacji Wojskowej, a od 1918 w 1 Lubelskim Pułku Piechoty. Ze względów zdrowotnych podjął pracę w Zakładach Graficznych Ministerstwa Spraw Wojskowych. Od 1921 pracował jako technik w Warszawskim Przedsiębiorstwie Budowlanym. Od 1928 zatrudniony w PZU. Był sekretarzem generalnym Związku Zawodowego Pracowników PZUW oraz członkiem Komitetu Wykonawczego Unii Związków Zawodowych Pracowników Umysłowych. Pod koniec lat 30. aktywny w organizacjach o charakterze liberalnym, m.in. w loży masońskiej „Maurycy Mochnacki” oraz Klubie Pracowniczym im. Mochnackiego. W 1937 zakładał Klub Demokratyczny w Warszawie, znalazł się w jego prezydium. W 1939 wybrany do prezydium Rady Naczelnej SD, był jednocześnie sekretarzem Zarządu Głównego.
Po wybuchu II wojny światowej znalazł się we Lwowie, z którego uciekł w maju 1940. W lipcu 1940 został dokooptowany do ZG SD („Prostokąta”). Od 1941 do 1945 współpracował jednocześnie z Syndykalistyczną Organizacją „Wolność” redagując jej organ „Walkę Ludu”. Po uprowadzeniu i zabójstwie Jerzego Makowieckiego w czerwcu 1944 objął obowiązki przewodniczącego ZG SD. W czasie Powstania Warszawskiego przebywał na Starym Mieście, gdzie redagował pismo PPS „Warszawianka”. W 1944 wywieziony na roboty do Niemiec, powrócił do Polski w 1945. Podjął ponownie pracę w PZUW. Do SD ponownie wstąpił w 1962.
Żonaty z Marią Rostropowicz-Kuleszą.

## Odznaczenia
- Krzyż Oficerskim Orderu Odrodzenia Polski
- Krzyż Walecznych (za lata: 1918–1921)
- Medal Niepodległości
- Odznaka „Zasłużonemu Działaczowi Stronnictwa Demokratycznego”